# 엘라스 포르 엘라스 (2023년 텔레노벨라)
《엘라스 포르 엘라스》(포르투갈어: Elas por Elas)는 2023년부터 2024년까지 방영된 브라질의 텔레노벨라이다.